# 希伯来百科全书

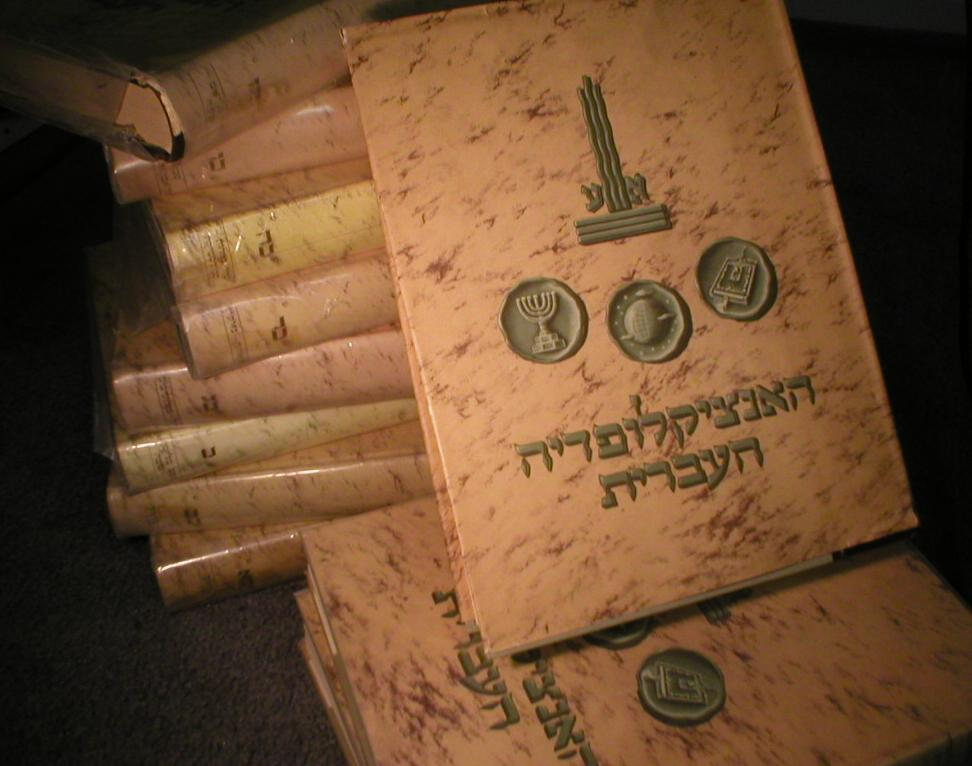
一堆書卷，書脊下方的大希伯來字母標示使用希伯來字母代碼表達的卷數。

《希伯来百科全书》是一部发行于20世纪后半叶的希伯来语综合性百科全书。

## 历史
在布拉克·彼力的印刷公司成功的出版了约瑟夫·克劳斯纳教授主编的《综合百科》（General Encyclopedia）之后，布拉克的儿子亚历山大·彼力开始筹划编纂一本内容更丰富的希伯来语百科全书。
希伯来百科全书顧問委员会在1944年夏天成立并制定了本书目标，使得希伯来百科全书这个构思有了实际性进展。本书首卷印刷开始于1948年夏天，也是以色列独立建国那一年。以色列第一任总统哈伊姆·魏茨曼教授同时也是希伯来百科全书这个项目的名誉主席。
本书第一卷内容包含了从（Aleph）到（澳大利亚）的词条。第一张插图是以色列独立宣言的照片。全书结束于第32卷中的（提斯利月）。
本书的初版序言中写道：

We have strong faith that we will realize our aspiration to provide exceptional content in a magnificent vessel and to add and enhance from volume to volume, and that we will finish publishing all 16 volumes within five or six years and that the whole project will achieve its purpose.

（我们坚信我们的不懈努力将会为大家带来更加丰富多彩的内容，我们会在5-6年内完成所有16卷的出版，从而实现我们当初的目标。）

但结果却是，本书持续写了超過30年，過了原计划日期的四分一個世紀後，终于在1980年完成了所有的出版，总计32卷。在编撰期间，本书出版了額外一卷補篇1，它对卷1到卷16的内容进行了更新和补充；在卷32完成后，另一卷补篇2也随之出版。本书的索引卷在1985年，即卷32出版5年后面世。补篇3在1995年出版，它对补篇2进行了数据更新；它还包含了两卷因「以色列国」及「以色列之地」问题而进行的大量更新。
由於全書經歷許多年才完成，所以它的編輯也有替換過。约瑟夫·克劳斯纳、本齐翁·内坦尼亚胡、Yeshayahu Leibowitz、Nathan Rotenstreich、Yehoshua Gutman及Joshua Prawer曾經擔任該位置。亞歷山大·彼力一直擔任編輯監督。超過2500人參與編寫該百科全書，包括一些重要的以色列科學家及15位諾貝爾獎得主。
在1990年代寫成、由David Shacham編輯的較新卷數被批評指帶有一種後猶太人復國主義語調。
最後一卷出版後的一年內，該百科全書的所有權被賣出。

## 特点
該百科全書的本質在它的副標題「全面的、猶太的、及以色列的」反映出來。該書涵蓋所有的一般主題，不過明顯強調猶太－以色列，主要在涉及猶太教、猶太人及以色列的條目，超出了一般世人的關注程度。該書特意在每一人物傳記條目強調該人的猶太性，即使猶太教在該人的生平中無足輕重（例如鮑里斯·帕斯捷爾納克），及該人對猶太人的影響。最長的人物傳記條目（有32欄長）在西奧多·赫茨爾，而最長的非猶太人傳記條目則在歌德。
涉及各個國家及城市的條目通常會概述該地的歷史，然後另外詳細地敘述它與猶太相關的歷史（如有），對於曾被納粹管治的地方，會詳細說明當地的猶太人社群在猶太人大屠殺中的命運。同樣地，對於現時存有猶太人社群的國家及城市，該書無一例外地列出猶太人數目、他們的職業及主要居住地、社群結構等詳情。
該書的編寫者沒有隱藏他們的猶太民族主義政治觀點。書中沒有「約旦王國」條目，因為該書不承認這個國家，把該國的詳情放在「以色列之地」條目內，而條目一開始就說在希伯來文中，該詞組包括在約旦河兩岸的「以色列之地」。在第2補充卷中，「約旦」條目終於出現，反映了數十年間以色列社會在政治態度上的轉變。
字母「Aleph」佔有最多數量的條目，達6卷半之多，是原定卷數的30%有多。該字母最後一個條目是「醚」。名稱以Aleph開首的最長條目是「以色列之地」，佔據了一整個卷6。次長條目是「美利堅合眾國」，前後橫跨126欄。那些Aleph條目的總大小不是從它在希伯來字母中的相對比重而得來，而是因為初期的編寫者熱衷於儘量包羅人類知識。當明白到以此種速度及深度繼續寫下去，百科全書的成書之日會遙遙無期後，就決定限制內容幅度，也因此導致在初期的卷中，出現了「另見」是指向最終沒有寫成的條目。在百科全書中佔篇幅最小的字母是「Tsade」，僅橫跨531頁，少於一卷，位於卷28內。
一個著名的非政治性爭議涉及卷5的「柏拉圖」條目。百科全書主要編寫者之一的Yeshayahu Leibowitz教授極不同意對柏拉圖想法的詮釋。他在該卷的前言頁中用腳注表達出來，前言列出他是「Yeshayahu Leibowitz教授，哲學編者」，腳注卻標明「直至第223頁」，即是「柏拉圖」條目出現的那一頁。